# بادگاما جنوبی
بادگاما جنوبی (به لاتین: Baddegama South) یک منطقهٔ مسکونی در سری‌لانکا است که در استان جنوبی (سری‌لانکا) واقع شده‌است.